# Banana (zespół muzyczny)
Banana (cyr. Банана) – jugosłowiański zespół pop-rockowy.

## Historia
Zespół został założył w 1985 roku w Belgradzie. Debiutancki album Ponoćni pasaži ukazał się rok później. Przy jego nagrywaniu udział brali Aleksandra Toković (wokal), Dragan Lončar (gitara), Boban Šaranović (gitara basowa), Srđan Cincar (keyboard) i Igor Borojević (perkusja). W lecie 1987 roku zespół odbył tournée po Czechosłowacji. W 1988 roku ukazała się druga płyta grupy zatytułowana Banana. W tym samym roku zespół został rozwiązany.

## Dyskografia

### Albumy studyjne
- Ponoćni pasaži (1986)
- Banana (1987)